# تريفور تومسون (لاعب كرة سلة)
تريفور تومسون (20 يونيو 1994 في الولايات المتحدة - ) (بالإنجليزية: Trevor Thompson)‏ هو لاعب كرة سلة أمريكي في مركز الوسط. لعب مع Ohio State Buckeyes ‏.

## وصلات خارجية
- تريفور تومسون على موقع سبورتس رفرنس (الإنجليزية)
- تريفور تومسون على موقع كرة السلة الأوروبية.كوم (الإنجليزية)
- تريفور تومسون على موقع كلية كرة السلة في سبورتس رفرنس.كوم (الإنجليزية)
- تريفور تومسون على موقع ريلجم (الإنجليزية)
- تريفور تومسون على موقع بروبوليرز (الإنجليزية)
- تريفور تومسون على موقع سبورتس رفرنس (الإنجليزية)
- تريفور تومسون على موقع سبورتس رفرنس (الإنجليزية)